# Swiss Engineering
Swiss Engineering STV (ehemals Schweizerischer Technischer Verband, STV) ist ein Schweizer Berufsverband. Er wurde am 10. Dezember 1905 von Absolventen der damaligen „Technika“ Burgdorf, Winterthur und Biel gegründet und ist heute mit über 11.000 Mitgliedern der grösste Berufsverband der diplomierten Ingenieure und Architekten in der Schweiz (Absolventen ehemaliger Absolventen HTL und Absolventen der FH und ETH). Die zwei Hauptaufgaben dieses Berufsverbandes sind einerseits Interessenvertretung des Berufsstandes und andererseits das Angebot von Dienstleistungen für die Mitglieder (z. B. Salärempfehlungen, Rechtsberatung, Fachzeitschriften, Netzwerkveranstaltungen).
Der Verband ist Mitglied der Föderation Europäischer Nationaler Ingenieurverbände.